# Jean-Loup Huret
Pour les articles homonymes, voir Huret.
Jean-Loup Huret, né en 1951, est un scientifique et médecin généticien français,, maître de conférences des universités et praticien hospitalier honoraire.

## Biographie
Il a découvert le premier cas mondial de « syndrome trisomie 21 à caryotype normal » ; il a démontré avec l'équipe de Pierre Marie Sinet que ce cas était dû à une microduplication (inférieure à 3 mégabases) du chromosome 21, prouvant qu'un nombre très restreint de gènes pouvait induire la plupart des symptômes d'une maladie chromosomique telle que la trisomie 21. Il s’ensuivit le concept de région critique responsable des symptômes dans les syndromes chromosomiques (ex : « Down syndrome critical region »).
Il est le créateur en 1997 et rédacteur en chef de l’Atlas of Genetics and Cytogenetics in Oncology and Haematology, un journal scientifique, une encyclopédie, et une base de données gratuite sur Internet,, (45 000 pages, dont 10 000 rédigées par plus de 3 000 auteurs, 4 500 visiteurs par jour,), le directeur de la base de données est Philippe Dessen. Ce site web, consacré à la génétique des cancers, édite en particulier des monographies et articles de synthèse, et des illustrations, sur les altérations géniques et chromosomiques survenant dans tous types de cancer.
En 2011, Jean-Loup Huret a été nommé chevalier dans l’ordre national du Mérite pour son œuvre encyclopédique. Il est au Who's Who in America - Marquis Who's Who, section Medicine and Healthcare depuis 2002, et au Who's Who in France depuis 2010. Il a reçu l' "Albert Nelson Marquis Lifetime Achievement Award" en 2019.
Depuis plus de trente ans, il anime régulièrement des ateliers de peinture dans une institution pour enfants handicapés mentaux.
Il s'intéresse à la peinture et à l'écriture, comme l'indique le site personnel de Jean-Loup Huret: https://jeanlouphuret.wordpress.com/